# Сыростан (река)
Сыроста́н — река в России, протекает в Миасском городском округе Челябинской области. Устье реки находится в 4 км по левому берегу реки Атлян. Длина реки составляет 25 км. Название реки является первичным по отношению к наименованиям села Сыростан и железнодорожной станции Сыростан.

## Населённые пункты, расположенные вдоль реки
- Хребет
- Сыростан

## Хозяйственное использование
В нижнем течении на одной из проток на территории горнолыжного курорта «Солнечная долина» в 2017 году построен пруд Солнечное озеро протяжённостью не менее 200 м.

## Данные водного реестра
По данным государственного водного реестра России относится к Иртышскому бассейновому округу, водохозяйственный участок реки — Миасс от истока до Аргазинского гидроузла, речной подбассейн реки — Тобол. Речной бассейн реки — Иртыш.